# Partido Progressista Conservador do Canadá (histórico)
O Partido Progressista Conservador do Canadá (em inglês: Progressive Conservative Party of Canada; em francês: Parti progressiste-conservateur du Canada, PC) foi um antigo partido de centro-direita do Canadá.
Fundado em 1942 como sucessor do Partido Conservador do Canadá, os progressistas conservadores surgiram como resposta aos maus resultados dos conservadores, bem como, à crescente influência do Partido Liberal do Canadá. O Partido Progressista Conservador estava geralmente no centro-direita no espectro político. A partir de 1867, o partido foi identificado com os valores sociais protestantes e católicos romanos, o imperialismo britânico, o nacionalismo canadense e o centralismo constitucional.
O partido, ao contrários de outros partidos conservadores no mundo, foi um forte defensor da criação de um sistema pública de saúde bem como de um serviço de segurança social. Além disto, o partido apoiou a protecção dos direitos dos nativos no Canadá, bem como, sendo crítico da linha económico do neoliberalismo, apesar de ter defendido políticas de comércio livre, exemplificado por ter sido o principal defensor nacional da assinatura do NAFTA.
Em 1993, os progressistas conservadores obtiveram um resultado desastroso, iniciando um longo período de perda de influência na política canadiana, acabando por se fundir com a Aliança do Canadá, em 2003, para dar origem ao atual Partido Conservador do Canadá. Apesar desta fusão, a ala centrista dos progressistas recusou tal fusão, criando o Partido Progressista Canadiano, embora nunca tenha tido grande impacto na política do Canadá.

## Resultados eleitorais

### Eleições legislativas
| Data | Líder            | CI. | Votos     | %              | +/-   | Deputados | +/- | Status   | Notas                |
| ---- | ---------------- | --- | --------- | -------------- | ----- | --------- | --- | -------- | -------------------- |
| 1945 | John Bracken     | 2.º | 1 448 744 | 27,62 / 100,00 |       | 67 / 245  |     | Oposição | Oposição Oficial     |
| 1949 | George A. Drew   | 2.º | 1 734 261 | 29,62 / 100,00 | 2,00  | 41 / 262  | 24  | Oposição | Oposição Oficial     |
| 1953 | George A. Drew   | 2.º | 1 749 579 | 31,01 / 100,00 | 1,39  | 51 / 265  | 10  | Oposição | Oposição Oficial     |
| 1957 | John Diefenbaker | 2.º | 2 572 926 | 38,81 / 100,00 | 8,80  | 112 / 265 | 61  | Governo  | Governo minoritário  |
| 1958 | John Diefenbaker | 1.º | 3 908 633 | 53,56 / 100,00 | 14,75 | 208 / 265 | 96  | Governo  | Governo maioritário  |
| 1962 | John Diefenbaker | 1.º | 2 865 542 | 37,22 / 100,00 | 16,34 | 116 / 265 | 92  | Governo  | Governo minoritário  |
| 1963 | John Diefenbaker | 2.º | 2 591 613 | 32,80 / 100,00 | 4,42  | 95 / 265  | 21  | Oposição | Oposição Oficial     |
| 1965 | John Diefenbaker | 2.º | 2 500 113 | 32,41 / 100,00 | 0,39  | 97 / 265  | 2   | Oposição | Oposição Oficial     |
| 1968 | Robert Stanfield | 2.º | 2 554 397 | 31,43 / 100,00 | 0,98  | 72 / 264  | 25  | Oposição | Oposição Oficial     |
| 1972 | Robert Stanfield | 2.º | 3 338 980 | 35,02 / 100,00 | 3,59  | 107 / 264 | 35  | Oposição | Oposição Oficial     |
| 1974 | Robert Stanfield | 2.º | 3 371 319 | 35,46 / 100,00 | 0,44  | 95 / 264  | 12  | Oposição | Oposição Oficial     |
| 1979 | Joe Clark        | 2.º | 4 111 606 | 35,89 / 100,00 | 0,43  | 136 / 282 | 41  | Governo  | Governo minoritário  |
| 1980 | Joe Clark        | 2.º | 3 552 994 | 32,49 / 100,00 | 3,50  | 103 / 282 | 33  | Oposição | Oposição Oficial     |
| 1984 | Brian Mulroney   | 1.º | 6 278 818 | 50,03 / 100,00 | 17,54 | 211 / 282 | 108 | Governo  | Governo maioritário  |
| 1988 | Brian Mulroney   | 1.º | 5 667 543 | 43,02 / 100,00 | 7,01  | 169 / 295 | 42  | Governo  | Governo maioritário  |
| 1993 | Kim Campbell     | 3.º | 2 186 422 | 16,04 / 100,00 | 26,98 | 2 / 295   | 167 | Oposição | Sem estatuto oficial |
| 1997 | Jean Charest     | 3.º | 2 446 705 | 18,84 / 100,00 | 2,80  | 20 / 301  | 18  | Oposição | Quinto partido       |
| 2000 | Joe Clark        | 3.º | 1 566 998 | 12,19 / 100,00 | 6,65  | 12 / 301  | 8   | Oposição | Quinto partido       |